# مهارکش
مهارکش یک روستا در ایران است که در شهرستان سیرجان واقع شده‌است. مهارکش ۱۶ نفر جمعیت دارد.